# Vadvejåkka
Vadvejåkka (Samisch: Vátvejohka) is een bergbeek die stroomt in de Zweedse gemeente Kiruna. De Vadvejåkka ontstaat in het noorden van het nationaal park Vadvetjåkka op de grens met Noorwegen. De beek stroomt zuidwaarts langs het natuurreservaat en na ongeveer 8 kilometer mondt hij uit in het meer Vuolep Njuorajaure. Het is daarmee een bronrivier van de Njuorarivier en indirect dus van de Torne.